# سیکلید کوتوله کاکاتونما
سیکلید کوتوله کاکاتونما با نام علمی Apistogramma cacatuoides که با نام سیکلید دارف کاکاتو نیز شناخته می‌شود، یک سیجلاید بومی آمریکای جنوبی است و گونه آپیستوگاما معمولاً در اسارت پرورش داده می‌شود.(منبع: باغ وحشی در آمریکای جنوبی)

## مشخصات

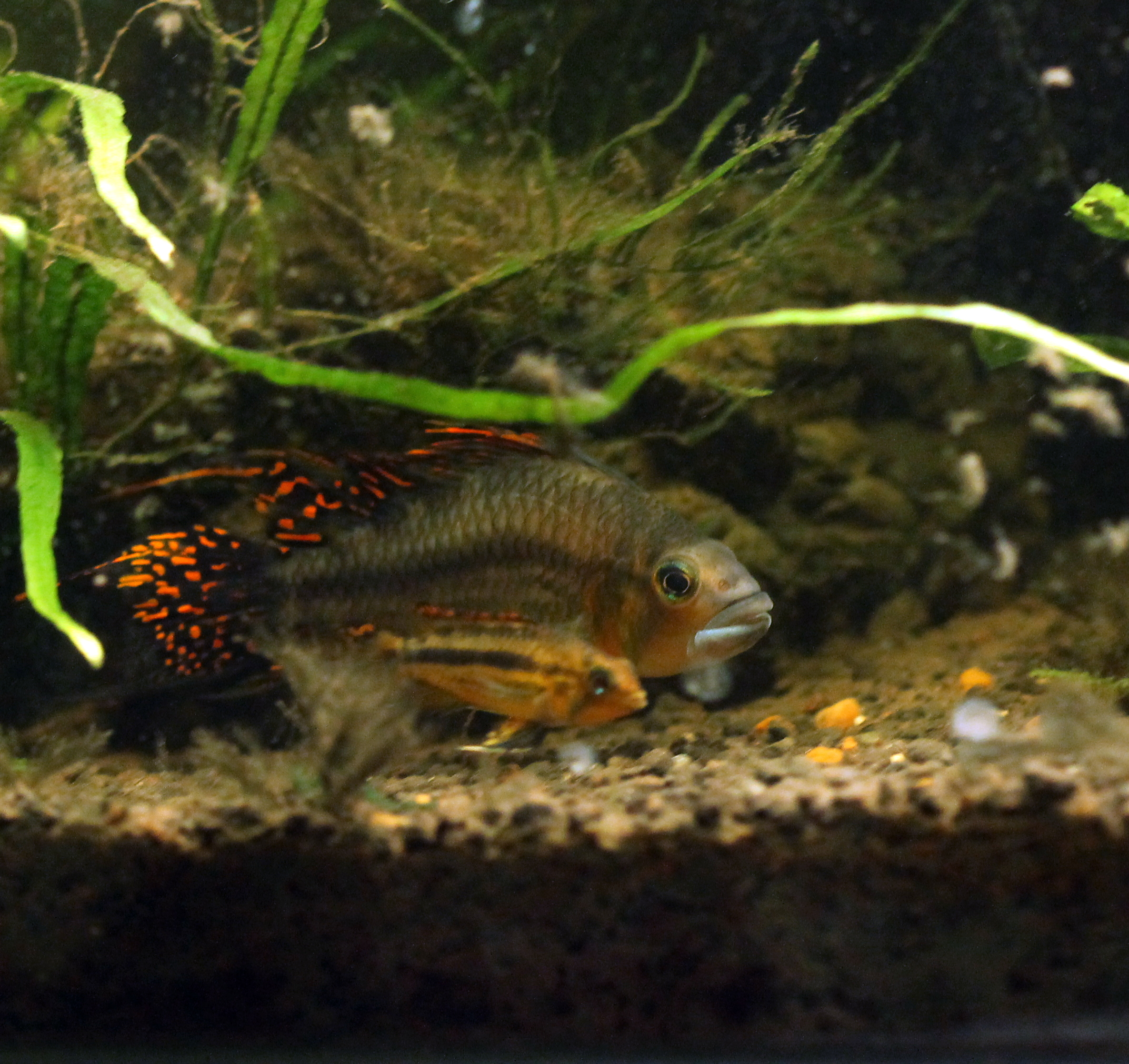
اندازه نر بالغ دو برابر ماده بالغ است

طول بدن سیکلید کوتوله کاکاتوی نر به ۸ سانتی‌متر می‌رسد. ماده به‌طور قابل توجهی کوچکتر است و حداکثر تا ۵ سانتیمتر رشد کند. فرم بدن بلند و تاحدودی کشیده و قد متوسط است و دهان نسبتاً بزرگ با لب‌های ضخیم است. جنس نر رنگارنگتر از جنس ماده است و معمولاً باله‌های پشتی و دمی قرمز-نارنجی دارد. ۳ یا ۴ عدد از باله‌ها سخت و دراز هستند و باله‌های شکمی شفاف هستند. رنگ ماده اصلاً چشمگیر نیست و کاملاً کسل کننده است و یک خط مشکی در امتداد پهلوهای او قرار دارد. رنگ پس زمینه زرد کم رنگ است و فاقد پرتوهای دراز پشتی نر است و باله‌های شکمی او لبه‌ای سیاه را نشان می‌دهند. چندین فرم رنگی وجود دارد که به‌طور طبیعی در طبیعت وجود دارد. که آبی، زرد و برخی طیف‌های قرمز هستند. در حال حاضر به دلیل پرورش انتخابی، دارای رنگ‌های جالب و برجسته تری نسبت به گونه‌های وحشی دارند. هر دو جنس دارای یک خط تیره هستند که از چشم به پایین فلپ آبشش ادامه دارد. شود.

## زیستگاه
سیچلاید کوتوله کاکاتو در نهرهای کم عمق کوچک یا آب‌های تالاب مانند جنگل‌های بارانی حوضه رودخانه آمازون، در شاخه‌های رودخانه‌های اوکایالی، آمازون و سولیموس از رودخانه پاچیته تا تاباتینگا در پرو و کلمبیا زندگی می‌کند. ماهی‌ها دمای آب بین ۲۴ تا ۲۸ درجه سانتگراد را ترجیح می‌دهند. کف این آب‌ها پوشیده از برگ‌هایی است که ماهی‌ها از آن برای مخفی شدن استفاده می‌کنند.

## پرورش

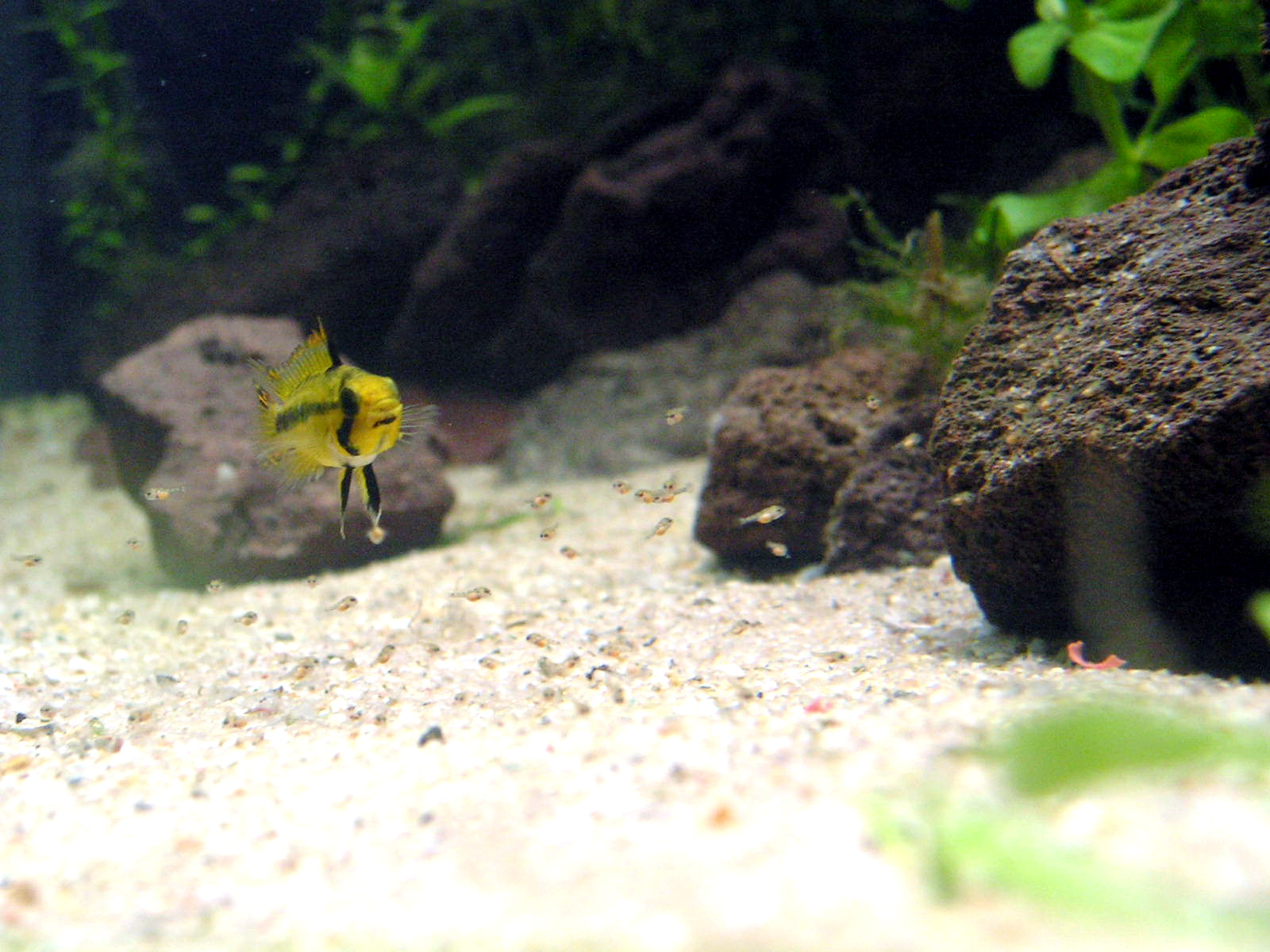
یک کاکاتونمای ماده با بچه‌هایی که به تازگی شنای آزاد را شروع کرده‌اند

ماهی ماده تخم‌های خود را در سقف یک حفره یا زیر یک برگ قرار می‌دهد. او به تنهایی از تخم‌ها مراقبت می‌کند، و نر از قلمرو محافظت می‌کند.
یکی از جالب‌ترین ویژگی‌های این گونه، وجود نرهای «متقلب» است. به دلیل ماهیت تهاجمی و قلمروی نرها، یک نر فرصت طلب که نه باله کامل «کاکاتو» و نه رنگ کامل نر را دارد «تظاهر» به ماده بودن می‌کند تا از این فرصت و اشتباه نرهای غالب، برای جفت‌گیری با ماده‌ها استفاده می‌کند. اگر نر غالب بمیرد، این نرها متقلب با ماده‌ها جفتگیری می‌کنند.
در صورت نگهداری بیش از یک جفت، باید از آکواریوم‌های کوچک (کمتر از ۱۲۰ لیتر) اجتناب کرد، زیرا ماده از ناحیه ای به شعاع تقریباً ۳۰ سانتی‌متر محافظت می‌کند. اگر قرار است در یک آکواریوم با ماهی‌های مختلف اقدام به تولیدمثل کنید، باید از نگهداری ماهی‌هایی که سریع شنا می‌کنند اجتناب شود، زیرا آنها بچه‌های این ماهی را شکار می‌کنند.

## نگهداری در آکواریوم

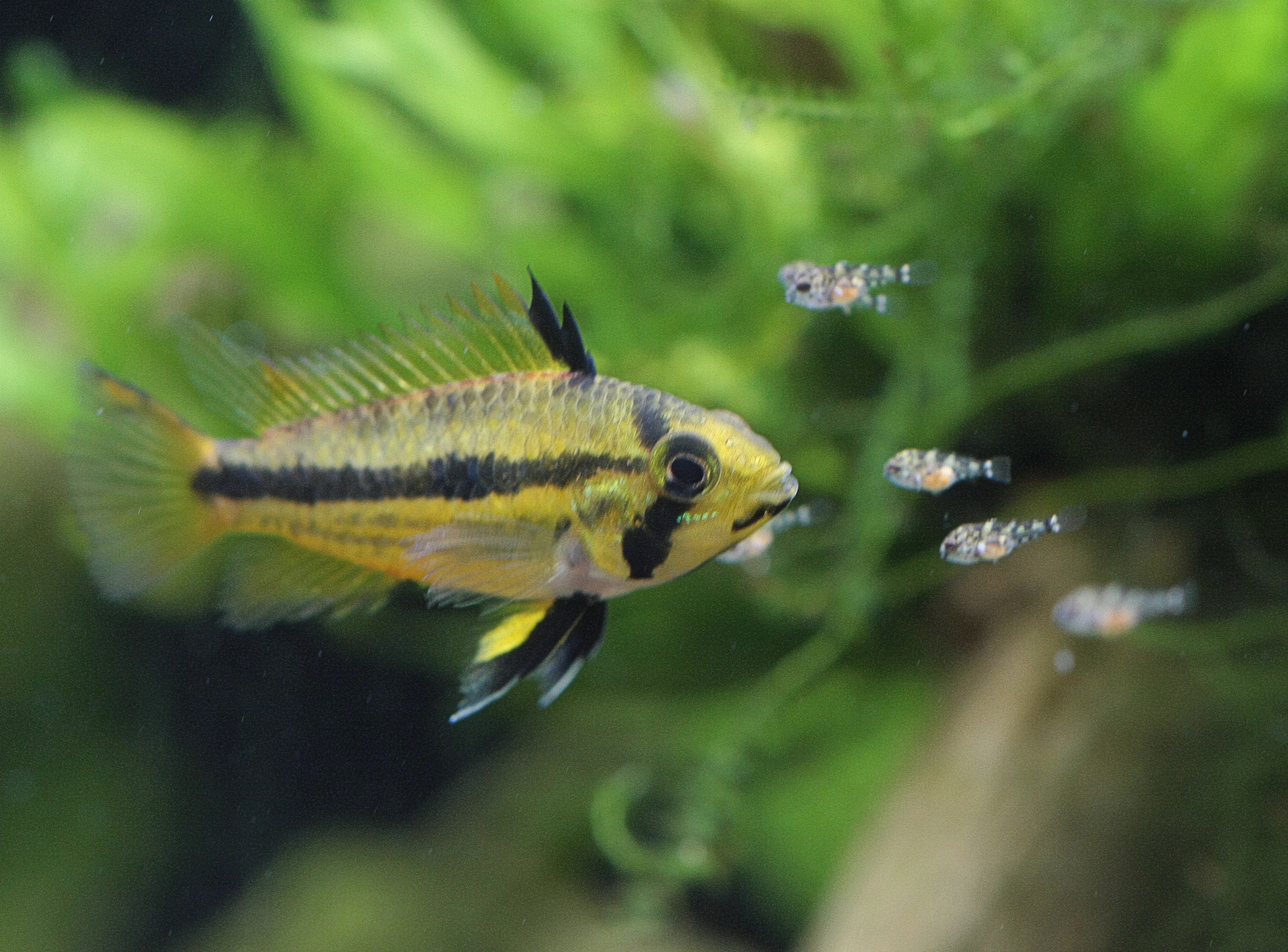
یک سیکلید کاکاتوی ماده و بچه‌هایش

سیکلید کوتوله کاکاتو یکی از بهترین گونه‌های سیکلید برای نگهداری در آکواریوم پلنت می‌باشد. اما از آنجایی که ماهی نر بسیار قلمرو است، این ماهی باید به صورت سه تایی (یک نر با دو ماده) یا حرمسرایی (یک نر با تعداد زیادی ماده) و در جمع ماهیهای صلح‌جو مانند تترا‌ها نگهداری کرد. در مورد آکواریوم‌های بسیار بزرگ، تعداد بیشتری از نرها را می‌توان در کنار هم نگه داشت، به شرطی که قلمرو زیادی مانند چوب، گیاهان فراوان و پرتراکم با غارهایی برای مخفی شدن وجود داشته باشد.
شرایط شیمیایی آب از لحاظ اسیدی باید در محدوده pH 6.5-pH ۸٫۰ حفظ شود. این گونه یکی از معدود گونه‌های سیکلیدهای کوتوله آمریکای جنوبی است که می‌تواند آب قلیایی را تحمل کند.